# Josef Steiner (Offizier)

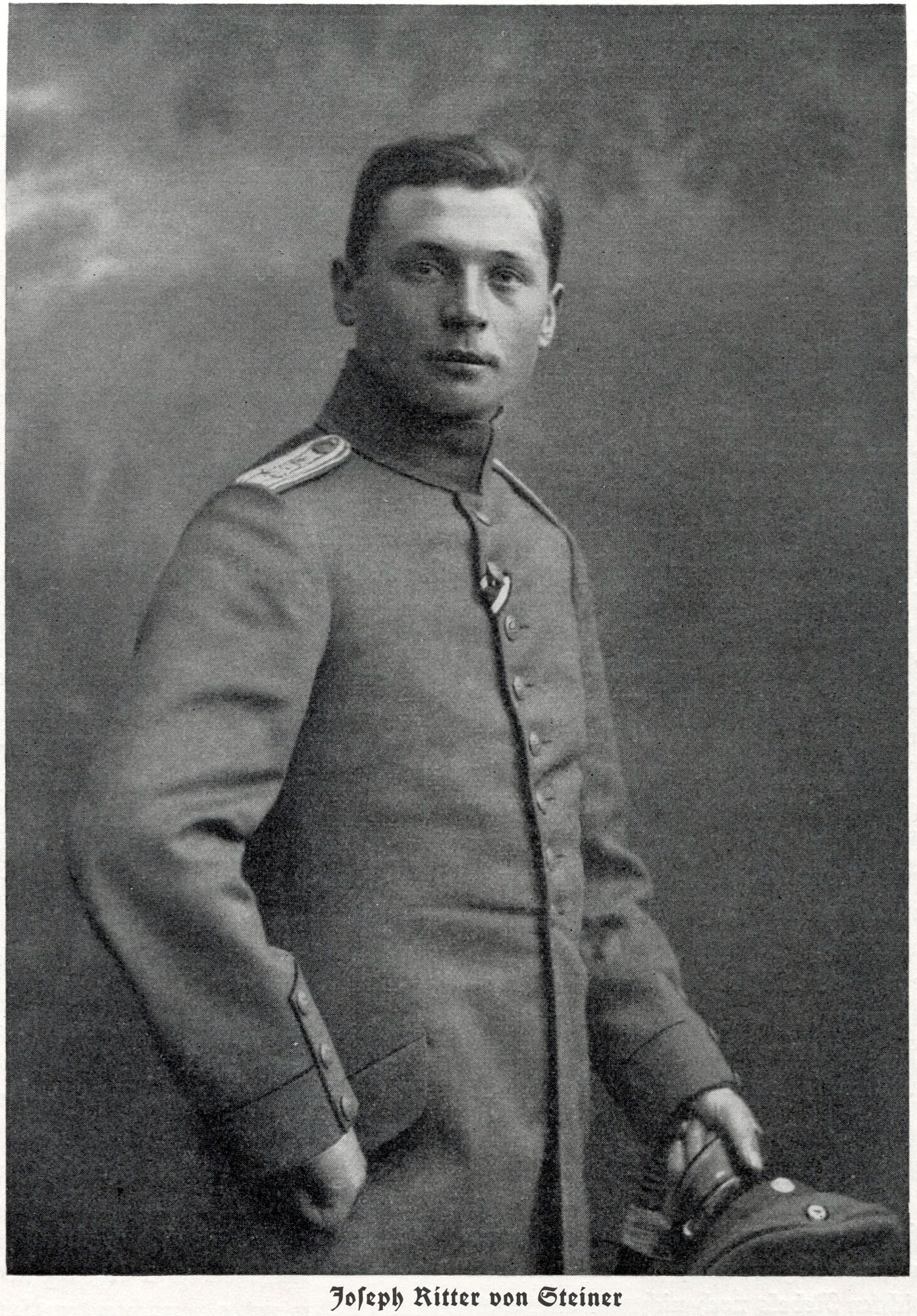
Joseph Ritter von Steiner

Josef Steiner, seit 1916 Ritter von Steiner (* 24. November 1895 in Langenreichen; † 15. April 1918 bei Zwartemolenhoek, Belgien) war ein bayerischer Leutnant im Ersten Weltkrieg und der einzige Offizier mit diesem Dienstgrad, dem in der langen Geschichte des Militär-Max-Joseph-Ordens auch das Kommandeurkreuz verliehen wurde.

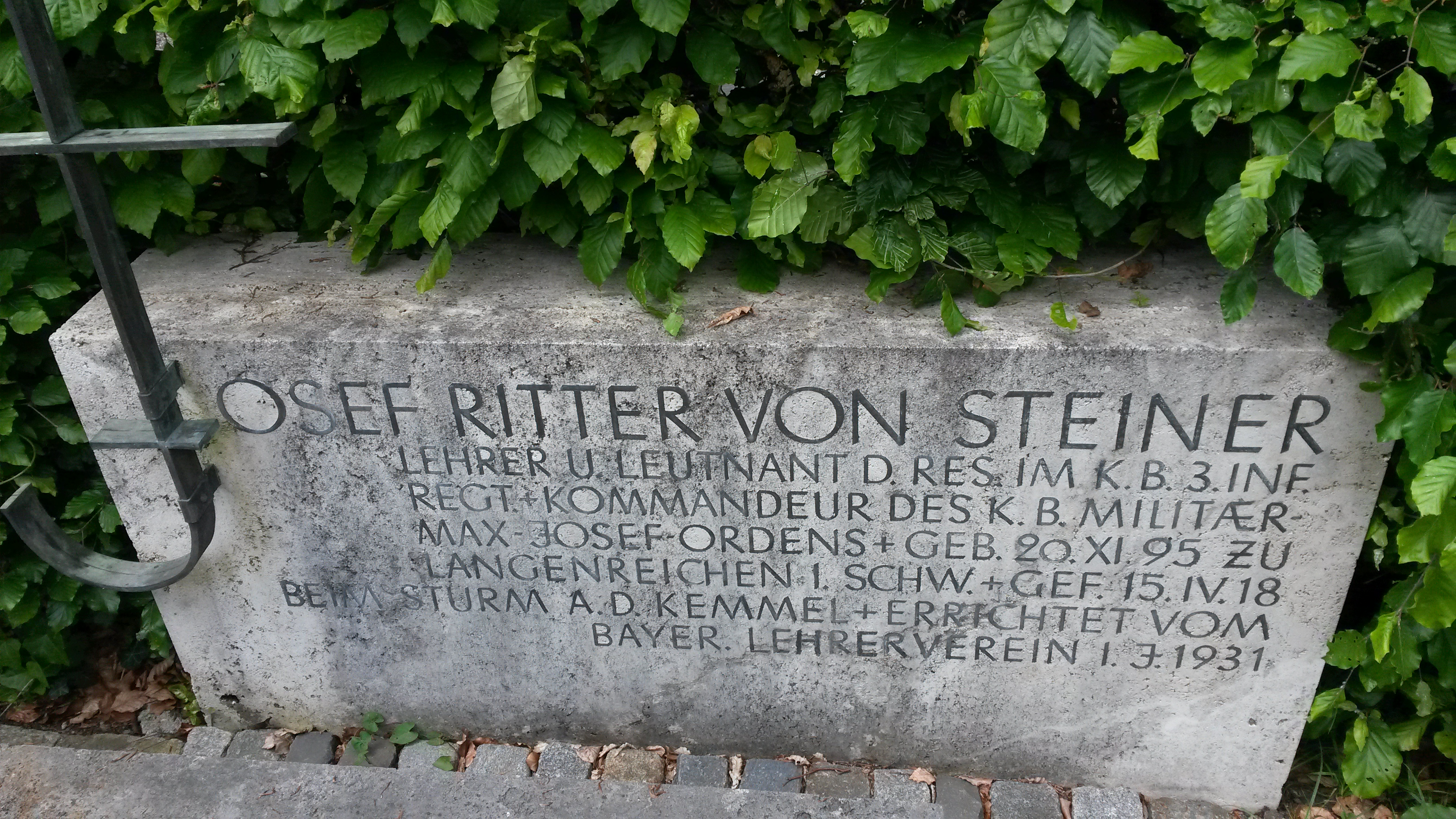
Die Grabstätte von Josef Ritter von Steiner

## Leben

### Herkunft
Er war der Sohn des gleichnamigen Schäfflermeisters, Bauern und Bürgermeisters und dessen Ehefrau Josefa, geborene Reiner.

### Militärkarriere
Nach Absolvierung der Lehrerbildungsanstalt Lauingen (Donau) trat Steiner am 1. Oktober 1913 als Einjährig-Freiwilliger in das 3. Infanterie-Regiment „Prinz Karl von Bayern“ der Bayerischen Armee in Augsburg ein.
Als Gefreiter rückte er nach Ausbruch des Ersten Weltkriegs ins Feld, nahm an den Grenzgefechten und der Schlacht in Lothringen teil, kämpfte vor Nancy-Épinal und an der Somme, um anschließend bei Saint-Quentin in den Stellungskrieg überzugehen. Nach Stellungskämpfen an der Somme wurde Steiner zum Leutnant der Reserve befördert und mit seinem Regiment im März 1915 der neugebildeten 11. Infanterie-Division zugeteilt und an die Ostfront verlegt. Als Führer der 1. Kompanie kam er u. a. in den Schlachten von Gorlice-Tarnów und bei Lemberg, den Kämpfen um die Festung Przemyśl und dem Angriff auf Brest-Litowsk zum Einsatz. Im Februar 1916 wieder an die Westfront verlegt, übernahm er die 8. Kompanie und lag vor Verdun in verlustreichen Kämpfen. Mitte Mai aus der Front gezogen, kam Steiner nun in den Osten und kämpfte am Styr und Stochod. Aus eigenem Antrieb ging er am 25. Juni 1916 bei Emilin südlich von Linewka zum Angriff über, um die russischen Stellungen einzunehmen und nach mehreren Gegenangriffen zu halten. Für diese Leistung wurde er mit dem Ritterkreuz des Militär-Max-Joseph-Ordens beliehen. Mit der Verleihung war die Erhebung in den persönlichen Adelstand verbunden und er durfte sich nach der Eintragung in die Adelsmatrikel „Ritter von Steiner“ nennen.
Es folgte die Schlacht um Kowel, bevor Steiner auf dem Rumänischen Kriegsschauplatz eingesetzt wurde. Anfang Januar 1917 absolvierte er den ersten von drei Sturmlehrgängen, zunächst als Schüler, später als Lehrer und Leiter. Er wurde im Stellungskrieg im Oberelsass eingesetzt, machte die Doppelschlacht an der Aisne und in der Champagne mit, lag in Stellungskämpfen am Chemin des Dames und war in der Herbstschlacht in Flandern. Vom 21. Dezember 1917 bis 10. Januar 1918 war Steiner Führer der Sturmkompanie in Deuxnouds. Anschließend übernahm er wieder die Führung der 8. Kompanie während der Stellungskämpfe zwischen Maas und Mosel.
Diese führte er auch in der Schlacht um den Kemmel. Nach mehrstündiger Artillerievorbereitung ging Steiner am 15. April 1918 mit seiner Kompanie im Verbund mit drei weiteren Bataillonen weisungsgemäß zum Angriff über. Nachdem er den ihm zugewiesenen Bereich eingenommen hatte, gelang Steiner den ins Stocken geratenen Hauptangriff durch seine Initiative wieder zu beleben. Drei eingesetzte Sturmbataillone konnten nun die feindlichen Stellungen aufrollen und im nördlichen Bereich weitere Geländegewinne erzielen. Während der Kämpfe ist Steiner gefallen.
Für sein entschlossenes Handeln, das ausschlaggebend für die Eroberung der strategisch wichtigen Zwartemolenhoek-Höhe war, wurde Steiner postum mit Wirkung vom 15. April 1918 als elftem Offizier der Bayerischen Armee das Kommandeurskreuz des Militär-Max-Joseph-Ordens verliehen.

### Gedenken
Der Architekt und Bildhauer Thomas Wechs schuf im Jahr 1931 in Augsburg-Pfersee für Steiner ein Grabdenkmal, dass auf dem Westfriedhof nach der Überführung seiner sterblichen Überreste unter großer Anteilnahme enthüllt wurde. Dabei legten Rupprecht von Bayern und anderen hohe Generale Kränze nieder. Oberlehrer Paul Kuen aus Sulzberg widmete 1938 seinem gefallenen Kollegen den "Ritter von Steiner-Marsch".